# Nicola Zec
Nicola Zec, eigentlich Nikolaus Zeč, auch Nikola Zec (12. Oktober 1883 in Zagreb – 9. Juli 1958 in Bad Aussee) war ein österreichischer Opernsänger der Stimmlage Bass. Er war 25 Jahre lang an der Wiener Hofoper, der späteren Staatsoper, verpflichtet.

## Leben und Werk
Nikola Zec spielte früh schon die Flöte und studierte Chorgesang am Kroatischen Musikinstitut (Hrvatski glazbeni zavod) in seiner Heimatstadt. Bei einer Schulaufführung von Flotows Martha übernahm er die Rolle des Lord Tristan und beeindruckte Lehrerschaft, Kollegen und Presse. Er studierte zwei Jahre Rechtswissenschaften, ging aber dann nach Wien, um bei Gustav Geiringer (1856–1945), Professor am Wiener Konservatorium, seine Stimme ausbilden zu lassen. 1907 debütierte er an der Wiener Volksoper. 1909 gastierte er an der Hofoper von Dresden und als Escamillio in seiner Heimatstadt Zagreb. Am 1. Januar 1910 wurde er von Direktor Rainer Simons als Ensemblemitglied der Volksoper engagiert. Im Haus am Gürtel konnte er sich ein breitgefächertes Repertoire aufbauen, welches sowohl Baßbuffo-Rollen als auch Partien des basso profondo umfasste. Er sang an der Volksoper zwanzig Rollen, darunter den Kardinals Brogny in Halévys Jüdin, den Falstaff in Nicolais Lustigen Weibern von Windsor und am 23. November 1911 den Dursel in der Uraufführung von Kienzls Der Kuhreigen. Zwar absolvierte er in der ersten Jahreshälfte des Jahres 1912 zwei Probegastspiele an der Wiener Hofoper – als Heinrich der Vogler im Lohengrin und als Marcell in den Hugenotten – wurde dann aber an das Deutsche Theater nach Prag verpflichtet, wo er einen 3-Jahres-Vertrag bekam. 1915 folgte er dem Ruf der Wiener Hofoper, deren Ensemble er 25 Jahre lang angehörte. Hier hatte er, so Kutsch/Riemens, „bis 1940 eine sehr erfolgreiche Karriere“. Das beeindruckende Rollenverzeichnis zeigt, dass er in all diesen Jahren eine Stütze des Hauses war – aufgrund seiner Wandlungsfähigkeit und vielseitigen Einsetzbarkeit. Er sang die klassischen Rollen des basso profondo, des tiefen Basses, i.e. Osmin, Sarastro bei Mozart, Sparafucile und den Mönch im Don Carlos bei Verdi, Fafner, Hagen und Titurel bei Wagner, Ochs auf Lerchenau bei Richard Strauss. Mit großer Selbstverständlichkeit übernahm er auch Buffopartien in Spielopern und die klassischen Comprimario-Partien wie den Antonio in Figaros Hochzeit, den Eremiten im Freischütz oder den Zuniga in Carmen, den er 84-mal in Wien verkörperte. 76-mal war er in Wien Veit Pogner, 72-mal Sparafucile, 65-mal Ramfis, 40-mal Osmin, 39-mal Sarastro und ebenso oft Ferrando im Troubadour. Er gastierte selten, aber wenn, dann an berühmten Opernbühnen. 1922 sang er bei den Salzburger Festspielen den Osmin in Mozarts Entführung aus dem Serail, 1924 am Covent Garden in London den Hunding in Wagners Walküre und 1926 an der Grand Opéra von Paris ebenfalls den Osmin. In den 1920er Jahren gastierte er auch mehrfach am Kroatischen Nationaltheater in Zagreb – als Mephisto, Sarastro und Osmin. 1934 wirkte er in Wien an der Uraufführung von Lehárs Giuditta mit, 1936 kehrte er als  Tonuelo in Hugo Wolfs Corregidor zu den Salzburger Festspielen zurück.
Er war auch ein erfolgreicher Konzert- und Oratoriensänger, sang beispielsweise bei der RAVAG Haydns Die Schöpfung oder im Wiener Musikverein Bruckners Messe Nr. 3. Zuletzt wirkte er als Gesangspädagoge in Wien.

## Rollen (Auswahl)

### Uraufführungen
- 1911 Wilhelm Kienzl: Der Kuhreigen, Wiener Volksoper – als Dursel
- 1934 Franz Lehár: Giuditta, Wiener Staatsoper – als Professor Martini

### Repertoire
| Beethoven: - Don Fernando im Fidelio Bizet: - Zuniga und Escamillio in Carmen Donizetti: - Raimondo in Lucia di Lammermoor Flotow: - Plumkett und Lord Tristan in Martha Gounod: - Mephisto im Faust Halévy: - Kardinal Brogni in Die Jüdin Kienzl: - König in Der Kuhreigen Lehár: - Palastaufseher in Land des Lächelns - Professor Martini in Giuditta Lortzing: - Van Bett in Zar und Zimmermann Marschner: - Stefan in Hans Heiling Meyerbeer: - Marcell in Die Hugenotten - Großinquisitor von Lissabon in Die Afrikanerin Mozart: - Osmin in Die Entführung aus dem Serail - Antonio in Die Hochzeit des Figaro - Komtur im Don Giovanni - Sarastro und Zweiter Geharnischter in Die Zauberflöte Nicolai: - Falstaff in Die lustigen Weiber von Windsor Pfitzner - Kardinal Christoph Madruscht und Papst Pius IV. in Palestrina Ponchielli: - Alvise Badoero in La Gioconda Puccini: - Geronte de Ravoir in Manon Lescaut - Colline in La Bohème - Ashby in Das Mädchen aus dem Goldenen Westen - Betto di Signa in Gianni Schicchi - Timur in Turandot |  | Rossini: - Alidoro in La Cenerentola Schreker: - Lodovico Nardi in Die Gezeichneten Smetana: - Micha in Die verkaufte Braut Richard Strauss: - Truffaldin in Ariadne auf Naxos - Ochs auf Lerchenau im Rosenkavalier - Kammersänger in Intermezzo Verdi: - Don Ruy Gomez de Silva in Hernani - Sparafucile im Rigoletto - Ferrando im Troubadour - Pietro in Simon Boccanegra - Samuel/Graf/Horn/Hastings im Maskenball - Mönch (Kaiser Karl V.) in Don Carlos - Ramfis und König in Aida - Pistola im Falstaff Wagner: - Steffano Colonna in Rienzi - Daland in Der fliegende Holländer - Hermann in Tannhäuser - Heinrich der Vogler in Lohengrin - Veit Pogner in Die Meistersinger von Nürnberg - Fafner in Das Rheingold - Hunding in Die Walküre - Fafner in Siegfried - Hagen in Götterdämmerung - Titurel in Parsifal Weber: - Eremit in Der Freischütz Weinberger: - Magier in Schwanda, der Dudelsackpfeifer Wolf: - Tonuelo und Repela in Der Corregidor Wolf-Ferrari: - Cancian in Die vier Grobiane |

Es wurden die deutschsprachigen Titel der Oper verwendet, da in der ersten Hälfte des 20. Jahrhunderts im Regelfall in deutschen Übersetzungen gesungen wurde. Hauptquelle für das Rollenverzeichnis ist das Archiv der Wiener Staatsoper.